# Droga I/61 (Czechy)
Droga krajowa 61 (cz. Silnice I/61) – droga krajowa w Czechach łącząca leżące w aglomeracji Pragi miasto Kladno z dwiema autostradami: D6 i D7.